# Arbeitskammer des Saarlandes
Die Arbeitskammer im Saarland (AK Saarland) ist eine öffentlich-rechtliche Einrichtung zur Vertretung der Interessen der saarländischen Arbeitnehmerschaft in Gesellschaft, Wirtschaft und Politik. Finanziert wird die Arbeitskammer aus Pflichtmitgliedsbeiträgen, die Arbeitgeber aus dem Brutto-Arbeitsentgelt direkt abführen.

## Geschichte
Im Saargebiet, das als Völkerbundsmandat außerhalb reichsdeutscher Regierungsgewalt lag, wurde 1925 eine aus Kapitalvertretern und Arbeitern zusammengesetzte Arbeitskammer geschaffen. Anfang der 1950er-Jahre änderte sich die Zusammensetzung zur ausschließlichen Arbeitnehmervertretung. Am 30. Juni 1951 beschloss der Landtag des Saarlandes das Gesetz über die Arbeitskammer des Saarlandes, das alle Aufgaben der Kammer festlegt.

## Mitglieder der Arbeitskammer
AK-Mitglieder sind alle im Saarland beschäftigten Arbeitnehmer; also auch Grenzgänger, die zum Beispiel aus Frankreich ins Saarland pendeln, um hier zu arbeiten, sowie Arbeitsuchende. Alle Mitglieder, ausgenommen die zur Berufsausbildung Beschäftigten sowie die Arbeitssuchenden, zahlen als Mitgliedsbeitrag 0,15 Prozent ihres monatlichen Bruttoarbeitsentgelts. Der Höchstbetrag, von dem der Beitrag zu berechnen ist, beträgt 100 Prozent der jeweils geltenden Beitragsbemessungsgrenze zur Rentenversicherung. Der durchschnittliche Mitgliedsbeitrag lag in den letzten Jahren monatlich meist zwischen 4 und 5 Euro.

## Leistungen der Arbeitskammer
Die Arbeitskammer des Saarlandes ist ein Dienstleister. Sie bietet ihren Mitgliedern Informationen, Beratung und Bildung und forscht für ihre Interessen. Ihr Angebot reicht vom persönlichen Beratungsgespräch über schriftliche Informationen in Form von Merkblättern, Broschüren und jährlich mehrfach erscheinenden Zeitungen bis hin zu einem ständig wachsenden Online-Angebot.

### Beratung
Der Schwerpunkt des Serviceangebots der Arbeitskammer liegt in der Beratung ihrer Mitglieder. Sie können sich telefonisch, übers Internet oder in einem persönlichen Gespräch kostenfrei beraten lassen. Seit 2002 befindet sich die Beratung der Arbeitskammer in einem eigenen Gebäude, dem Haus der Beratung, in der Triererstraße 22 in Saarbrücken. Die Fachberater der Arbeitskammer geben hier Auskunft zu Fragen des Arbeits- und Sozialrechts sowie zur Einkommensteuer.
Im Haus der Beratung befand sich bis 2022 auch die Verbraucherzentrale, mit der die Arbeitskammer ein Kooperationsabkommen geschlossen hat. Davon profitieren die Arbeitskammer-Mitglieder in besonderer Weise. Denn für sie kostet eine Beratung bei der Verbraucherzentrale in einem persönlichen Gespräch nur die Hälfte der anfallenden Gebühren bis zu einem maximalen Eigenanteil in Höhe von 17 € bzw. 35 € für eine Baufinanzierungsberatung (Stand April 2023). Den Rest der Kosten übernimmt die AK für ihre Mitglieder. Die Verbraucherzentrale befindet sich weiterhin in der Nähe der Arbeitskammer. Ihre neue Adresse ist Trierer Straße 40 in 66111 Saarbrücken.
Zusammen mit dem Deutschen Gewerkschaftsbund Saar richtete die Arbeitskammer außerdem die Beratungsstelle für sozialverträgliche Technologiegestaltung BEST e. V. ein, die ihren Sitz in der Hafenstraße in Saarbrücken hat. BEST unterstützt die Gestaltung von Arbeit und Technik in Betrieben durch Beratung, Weiterbildung und Fachinformation. Schwerpunkt ist dabei die Beratung der betrieblichen Interessenvertretungen der Arbeitnehmerinnen und Arbeitnehmer insbesondere beim Einsatz neuer Technologien.

### Bildung
In Kirkel unterhält die Arbeitskammer seit 1956 ein eigenes Schulungszentrum, das Bildungszentrum Kirkel (BZK). Hier werden sowohl Arbeitnehmerinnen und Arbeitnehmer als auch ihre Interessenvertretungen, wie zum Beispiel die Betriebs- und Personalräte, geschult. Inzwischen dient das BZK auch als Konferenz- und Tagungsort sowie als Kulturzentrum.
Mit der Initiative arbeitnehmer ans netz startete die Arbeitskammer bereits im Jahr 2000 eine landesweit einmalige Bildungskampagne. Begonnen wurde mit Internet-Einführungskursen, die seitdem flächendeckend im Saarland angeboten werden. Für einige Jahre erweitert wurde das arbeitnehmer-ans-netz-Angebot ab 2005 um Kurse zur elektronischen Erstellung der Steuererklärung mit Hilfe des kostenlosen ELSTER-Programms. Seit Herbst 2006 können saarländische Arbeitnehmer bei arbeitnehmer-ans-netz – mit Sicherheit! außerdem erfahren, welche Risiken im Netz bestehen, und lernen, was man dagegen tun kann.
Die Arbeitskammer kann im Interesse der saarländischen Arbeitnehmerschaft außerdem Einrichtungen unterstützen, fördern und gründen. In dieser Funktion ist sie an weiteren Bildungseinrichtungen wie der Akademie für Arbeit und Sozialwesen des Saarlandes (AfAS), der Akademie für Betriebs- und Unternehmensführung (ABU), der Berufsförderungswerk Saarland GmbH (BFW) und der Verwaltungs- und Wirtschaftsakademie Saarland (VWA) beteiligt.

### Analysen und Gutachten für Politik und Gewerkschaften
Die Arbeitskammer ist gesetzlich verpflichtet, jährlich bis spätestens zum 30. Juni ihren Bericht an die Regierung des Saarlandes vorzulegen. Er analysiert umfassend die wirtschaftliche, ökologische, soziale und kulturelle Lage der Arbeitnehmerschaft im Saarland und schlägt Maßnahmen zur Verbesserung ihrer Situation vor. Zur Politikberatung sowie zur Beratung der Gewerkschaften arbeitet die Arbeitskammer eng mit beauftragten Forschungsinstituten sowie Einrichtungen der Universität und der Fachhochschulen zusammen, deren wissenschaftliche Analysen und Erkenntnisse hierbei eine wichtige Rolle spielen.
Aus der Kooperation zwischen der Arbeitskammer und der Hochschule für Technik und Wirtschaft des Saarlandes (HTW) entstand Mitte der 1990er Jahre an der HTW das INFO-Institut (Institut für Organisationsentwicklung und Unternehmenspolitik). Das INFO-Institut berät in Fragen der Wirtschaftlichkeit, der Strategiebildung, der Restrukturierung, der Organisation und der Personalwirtschaft. Seinen Forschungsschwerpunkt hat das von der Arbeitskammer, der HTW und dem Land gemeinsam getragene Institut in der regionalen Arbeitsmarktpolitik.

### Forschung
Schwerpunkt ist eine anwendungsorientierte sozialwissenschaftliche Forschung im Interesse der Arbeitnehmer. Aus der Sozialforschungsstelle der Arbeitskammer ging 1969 das selbständige ISO-Institut (Institut für Sozialforschung und Sozialwirtschaft) hervor, dessen Forschungsergebnisse und Analysen jährlich in den Arbeitskammerbericht an die saarländische Regierung eingehen.
Neben dem ISO-Institut sind die AK-Einrichtungen INFO-Institut und BEST e. V. zu nennen, die im Auftrag der Arbeitskammer auch immer wieder in Forschungsprojekte eingebunden sind.
Gemeinsam mit der Universität des Saarlandes und dem DGB unterhält die Arbeitskammer außerdem die Kooperationsstelle Arbeit und Wissenschaft. Eine der Hauptaufgaben der Kooperationsstelle ist die Entwicklung, Unterstützung und Begleitung arbeitsweltorientierter Forschungsprojekte.

### Dokumentationszentrum
Das 1987 gegründete AK-Dokumentationszentrum besteht aus einer Bibliothek und einem Archiv. Beide dienen in erster Linie der kammerinternen Informationsversorgung, sind aber auch der Öffentlichkeit zugänglich. Der Sammlungsschwerpunkt der Bibliothek umfasst saarländische Landeskunde, Wirtschafts- und Sozialgeschichte, Arbeiter- und Gewerkschaftsgeschichte sowie Ratgeberliteratur (besonders Sozial- und Arbeitsrecht). Es handelt sich um eine Präsenzbibliothek mit über 46.000 Einheiten im Katalog. Das Archiv verwahrt Unterlagen der Arbeitskammer, aber auch Bestände saarländischer Gewerkschaften und Nachlässe von Gewerkschaftern (u. a. von Rüdiger Zakrzewski und Kurt Hartz). Das Dokumentationszentrum ist unter ISIL DE-2077 registriert.

### Internet
Auf der Homepage der Arbeitskammer findet man neben Stellungnahmen und Pressemitteilungen der Kammer aktuelle Informationen zu Veranstaltungen und Aktionen sowie zahlreiche Online-Beratungsangebote. Im Internetangebot der Arbeitskammer war bis 2021 auch die Weiterbildungsdatenbank Saar. Sie wurde durch das „Weiterbildungsportal Saarland“ ersetzt, das am 31. Mai 2021 online ging.

## Rechtsform und Struktur der Arbeitskammer
Die Arbeitskammer des Saarlandes wurde 1951 als Körperschaft des öffentlichen Rechts gegründet. Im Gesetz über die Arbeitskammer des Saarlandes sind alle Aufgaben festgelegt.

### Die Vertreterversammlung
Der Vertreterversammlung der Arbeitskammer des Saarlandes gehören 42 Mitglieder an, die vom saarländischen Landtag für sechs Jahre gewählt werden.
Vereinfachend dargestellt ist die AK-Vertreterversammlung eine Art Parlament, das „die Richtlinien zur Durchführung der gesetzlichen Aufgaben der Arbeitskammer des Saarlandes bestimmt und die Durchführung der Beschlüsse überwacht.“ Die Vertreterversammlung „beschließt über alle Fragen, die von grundsätzlicher Bedeutung sind…“, lauten die wesentlichen Aufgaben im Gesetz über die Arbeitskammer des Saarlandes.

### Der Vorstand
Der Vorstand wird aus der Mitte der Vertreterversammlung gewählt. Für die Wahl des Vorsitzenden und seiner Stellvertreter ist eine Zweidrittelmehrheit, für die der Beisitzer eine einfache Mehrheit erforderlich.
Der Vorstand überwacht die Geschäftsführung des Hauptgeschäftsführers. Er beschließt außerdem über die Angelegenheiten der Arbeitskammer, die nicht durch Gesetz oder Satzung der Vertreterversammlung oder dem Hauptgeschäftsführer übertragen sind. Der Vorstand bereitet die Beratung der Vertreterversammlung vor und überwacht die Ausführung der Beschlüsse. Er bestellt und ruft den Geschäftsführer ab.

### Geschäftsführung
Die Geschäftsleitung der Arbeitskammer besteht aus dem Hauptgeschäftsführer und dem Geschäftsführer. Der Hauptgeschäftsführer wird von der Vertreterversammlung für acht Jahre gewählt. Der Geschäftsführer wird durch den Vorstand bestellt und abberufen.
Der Hauptgeschäftsführer vertritt die Arbeitskammer mit dem Vorstandsvorsitzenden bzw. im Verhinderungsfall mit dessen Stellvertretern gemeinschaftlich nach außen. Dabei sind sie an die Beschlüsse der Vertreterversammlung und des Vorstandes gebunden.

### Abteilungen, Stabsstellen und Ausschüsse
Die Arbeitskammer ist in verschiedene Abteilungen und Zentralbereiche untergliedert. Hinzu kommen noch Stabsstellen, die direkt der Geschäftsführung oder dem Vorstand unterstehen. Jeder Abteilung ist ein Ausschuss zugeordnet, der durch die Vertreterversammlung gewählt wird. Die Ausschüsse können Anträge an den Vorstand bzw. die Vertreterversammlung stellen und erstatten ihnen Bericht über die Arbeit innerhalb der Abteilungen.